# Lizzie McGuire Total Party!
Lizzie McGuire Total Party! es la segunda y última banda sonora de la serie Lizzie McGuire, el álbum no tuvo grandes ventas mundiales.

## Canciones
1. "Theme to Lizzie McGuire"
2. "Perfect Day" - Hoku
3. "Crush'n" - Jesse McCartney
4. "Get the Party Started" - Pink
5. "Dancing Queen" - A*Teens
6. "No More (Baby I'm A Do Right)" - 3LW
7. "Ladies Night" - Atomic Kitten
8. "1,2,3" - Nikki Cleary
9. "That's What Girls Do" - No Secrets
10. "Hey Now (Girls Just Wanna Have Fun)" - Triple Image
11. "Smile" - Vitamin C

"Absolutely (Story of a Girl)" - Nine Days 
1. "C'est la Vie" - B*Witched
2. "Us Against the World" - Play

Bonus Party Karaoke
1. "I Can't Wait (Extended Supa Mix)"
2. "Hey Now (Girls Just Wanna Have Fun)"
3. "Get the Party Started"

- Datos: Q3283962